# Górski lekarz

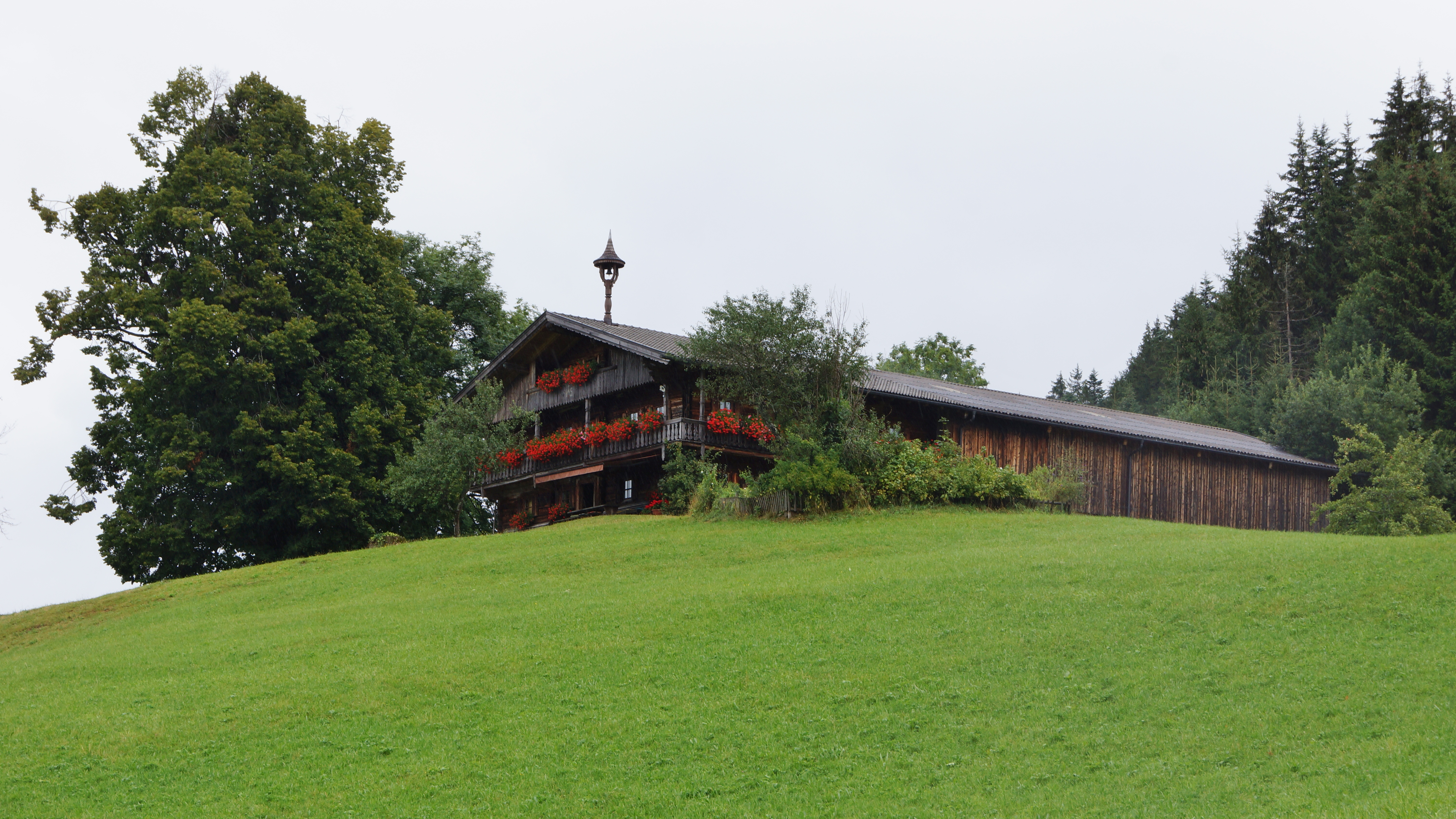
Dom doktora „Gruberhof”

Górski lekarz (niem. Der Bergdoktor) – niemiecko-austriacki serial telewizyjny emitowany na kanale ZDF i ORF 2 od 2008 roku. Doczekał się 123 odcinków oraz 1 specjalnego. Serial jest remake'em serialu pt. Doktor z alpejskiej wioski emitowanego w latach 1992–1999. Oba seriale oparte są na podstawie powieści pt. Doktor z alpejskiej wioski. W Polsce był emitowany na kanale Romance TV oraz TVP2 pt. Doktor z alpejskiej wioski – nowy rozdział.
Premiera serialu miała miejsce dnia 6 lutego 2008 roku w austriackim kanale ORF 2, a na niemieckim kanale ZDF dzień później, dnia 7 lutego 2008 roku. Premiera 2. sezonu serialu miała miejsce na obu kanałach dnia 15 stycznia 2009 roku, jak również premiera 3. sezonu (6 stycznia 2010) i 4. sezonu serialu (13 stycznia 2011). Natomiast premiera 5. sezonu serialu miała miejsce dnia 21 grudnia 2011 roku na kanale ORF 2. Emisja 8. sezonu rozpoczęła się dnia 17 grudnia 2014 roku na kanale ORF, a dnia 21 grudnia 2014 roku na kanale ZDF. Natomiast 9. sezon rozpoczął się dnia 23 grudnia 2015 roku na kanałach ORF 2 i ZDF.

## Opis fabuły
Po wielu latach pracy m.in. w Monachium, Paryżu i Nowym Jorku chirurg dr Martin Gruber (Hans Sigl) wraca do swojej rodzinnej górskiej wioski Ellmau na urodziny swojej matki Elisabeth (Monika Baumgartner). Wkrótce Sonja, żona jego młodszego brata Hansa (Heiko Ruprecht) ginie w wypadku samochodowym, a jego mentor dr Roman Melchinger (Siegfried Rauch) – miejscowy lekarz, który ma zamiar przejść na emeryturę oraz zostawić Martinowi swoją praktykę, mówi mu, iż Sonja na krótko przed śmiercią wyjawiła mu, że jej córka Lilli (Ronja Forcher) może być także jego córką, w związku z czym dr Gruber odkłada swój wyjazd i decyduje się pozostać w wiosce czując także potrzebę niesienia pomocy jego mieszkańcom.
Wkrótce Martin zakochuje się w Susanne Dreiseitl (Natalie O’Hara). Ich spokój zakłóca nagły przyjazd do wioski jej męża Jörga (Konstantin Graudus). Potem w gospodarstwie rodziny Gruberów spaliła się stodoła, a gospodarstwo ma zostać sprzedane. Ponadto okazuje się, że Susanne jest w ciąży i nie wie, kto jest ojcem jej dziecka – Martin czy Jörg. Doktor zostaje oskarżony o nadużycia i szuka pomocy u prawniczki dr Andreai Junginger (Tessa Mittelstaedt), w której się zakochuje, jednak ukrywa przed nią potencjalne ojcostwo u dziecka Susanne. Jednak Andrea o wszystkim się dowiaduje, także o romansie Martina z Julią (Mariella Ahrens / Julia Richter), więc postanawia zniknąć z życia Martina i wyjeżdża do Wiednia.
Hans zakochuje się w Klarze Hofmann (Nike Fuhrmann), a Martin podejmuje się opieki nad chłopcem o imieniu Jonas (Fabian Elias Huber), który stracił rodziców i przekonuje Susanne, by adoptowała chłopca. W końcu Hans i Klara decydują się na ślub, jednak w dniu ślubu brata Martin zamierza odzyskać Andreę i dochodzi do poważnego wypadku samochodowego, w którym Andrea zostaje poważnie ranna, a wkrótce umiera, co Martin bardzo przeżywa. Hans odwołuje ślub, a Klara wyjeżdża z córką Sarah (Anna Hippert) na rok za granicę. Dom rodzinny doktora w dalszym ciągu jest wystawiony na sprzedaż, gdyż Martin nie jest w stanie go prowadzić.
Martin niebawem zakochuje się w pediatrze dr Lenie Imhoff (Pia Baresch), której mąż Tom (Johannes Brandrup) jest ciężko chory, a Martin próbuje go leczyć ryzykowną metodą. Wkrótce Lilli również się zakochuje w chłopaku Mario (Dominik Nowak), który początkowo nie jest akceptowany przez jej rodzinę. Po kłótni z Hansem Elisabeth wyprowadza się, ale po tym jak się dowiaduje, że z Hansem jest coraz lepiej, a dom nie musi być sprzedawany, wraca na farmę. Hans ponownie się zakochuje, tym razem w Susanne. Znów wydaje się, że wszystko wraca do normy, tylko Martin ma rozdarte serce, gdyż Lena postanawia wrócić do wracającego do zdrowia męża, który wkrótce umiera z powodu efektów ubocznych leczenia swojej choroby. Natomiast jego córka Lilli coraz więcej czasu poświęca Mario niż na nauce, a brat Hans żywi coraz mniej uczuć do Susanne, gdyż ciągle myśli o Klarze.
Po wyjeździe Leny do Frankfurtu, Martin spotyka pochodzącą z arystokratycznej rodziny Annę Meierling (Ines Lutz), która po latach pobytu we Francji wróciła do Ellmau i wkrótce zakochują się w sobie, co nie podoba się jej ojcu, rywalowi Martina – Arthurowi Distelmeierowi (Martin Feifel), który zabrania córce kontaktu z lekarzem. Wkrótce Arthur ulega poważnemu wypadkowi i oskarża Martina o usiłowanie zabójstwa oraz za wszelką próbuje zakupić rodzinny dom lekarza, co mu się nie udaje.
Susanne i Hans zostają rodzicami małej Sophii, jednak kwestia kontraktu i oferta sprzedaży gospody Wilder Kaiser, co wystawia ich szczęście na ciężką próbę. Ostatecznie Susanne wygrywa i może w dalszym ciągu mieszkać w gospodzie, a Lilli zakochuje się w piosenkarzu Carstenie (Timmi Trinks) i rozstaje się z Mario.
Po nieudanej akcji ratunkowej 16-letniej dziewczynki Martin popada w głębokie załamanie, rezygnuje z usług w ratownictwie górskim i wyjeżdża z wioski, jednak potem wraca do wioski i swojego zajęcia. Arthur Distelmeier wkrótce ginie w pożarze swojego domu wywołanego przez papierosa.

## Obsada
- Hans Sigl jako dr Martin Gruber
- Mark Keller jako dr Alexander Kahnweiler
- Ronja Forcher jako Lilli Gruber
- Monika Baumgartner jako Elisabeth Gruber
- Heiko Ruprecht jako Hans Gruber
- Natalie O’Hara jako Susanne Dreiseitl
- Fabian Elias Huber jako Jonas Dreiseitl
- Rebecca Immanuel jako dr Vera Fendrich
- Luis Immanuel Rost jako Jens-Torben Schmidt
- Christian Kohlund jako Ludwig Gruber
- Simone Hanselmann jako Franziska Hochstetter
- Siegfried Rauch jako dr Roman Melchinger
- Mariella Ahrens/Julia Richter jako Julia Denson
- Konstantin Graudus jako Jörg Dreiseitl
- Jörn Hinrichs jako Günther
- Hermann Giefer jako Franz
- Mareike Fell jako Christina Pagel
- Gerd Silberbauer jako Julius Hofmeister
- Nike Fuhrmann jako Klara Hoffmann
- Tessa Mittelstaedt jako dr Andrea Junginger
- Anna Hippert jako Sarah Hoffmann
- Hansi Jochmann jako Monika Schneider
- Michael Vogtmann jako profesor Böning
- Steffen Wink jako dr Gerd Ohlmüller
- Martin Feifel jako Arthur Distelmeier
- Sophia Thomalla jako Nicole Schneider
- Dominik Nowak jako Mario
- Johannes Brandrup jako Tom Imhoff
- Pia Baresch jako dr Lena Imhoff
- Ines Lutz jako Anne Meierling
- Timmi Trinks jako Carsten
- Nicole Beutler jako Irena Bornholm
- Elisabeth Baulitz jako Mia Thalbach
- Gesine Cukrowski jako Caro
- Regula Grauwiller jako Rike Jäger
- Anton Andreew jako Lukas Jäger

## Przegląd sezonów
| Sezon             | Liczba odcinków   | Liczba odcinków   | Liczba odcinków   | Liczba odcinków   | Liczba odcinków   | Liczba odcinków   | Pierwsza emisja (ORF 2) | Pierwsza emisja (ORF 2) | Pierwsza emisja      | Pierwsza emisja      | Pierwsza emisja   | Pierwsza emisja   |
| Sezon             | Austria           | Austria           | Polska            | Polska            | Polska            | Polska            | Pierwsza emisja (ORF 2) | Pierwsza emisja (ORF 2) | Romance TV           | Romance TV           | TVP2              | TVP2              |
| Sezon             | Austria           | Austria           | Romance TV        | Romance TV        | TVP2              | TVP2              | Premiera                | Finał                   | Premiera             | Finał                | Premiera          | Finał             |
| ----------------- | ----------------- | ----------------- | ----------------- | ----------------- | ----------------- | ----------------- | ----------------------- | ----------------------- | -------------------- | -------------------- | ----------------- | ----------------- |
| 1                 | 8                 | 1–8               | 8                 | 1–8               | 8                 | 1–8               | 6 lutego 2008           | 5 marca 2008            | 10 października 2017 | 19 października 2017 | 2 stycznia 2019   | 11 stycznia 2019  |
| 2                 | 13                | 9–21              | 13                | 9–21              | 13                | 9–21              | 15 stycznia 2009        | 8 kwietnia 2009         | 20 października 2017 | 7 listopada 2017     | 14 stycznia 2019  | 30 stycznia 2019  |
| 3                 | 18                | 22–39             | 18                | 22–39             | 16                | 22–37             | 6 stycznia 2010         | 13 maja 2010            | 8 listopada 2017     | 1 grudnia 2017       | 31 stycznia 2019  | 21 lutego 2019    |
| 4                 | 15                | 40–54             | 15                | 40–54             | 15                | 38–52             | 13 stycznia 2011        | 6 kwietnia 2011         | 4 grudnia 2017       | 22 grudnia 2017      | 22 lutego 2019    | 14 marca 2019     |
| 5                 | 7                 | 55–61             | 14                | 55–68             | 12                | 53–64             | 21 grudnia 2011         | 22 marca 2012           | 27 grudnia 2017      | 16 stycznia 2018     | 15 marca 2019     | 1 kwietnia 2019   |
| Odcinek specjalny | Odcinek specjalny | Odcinek specjalny | Odcinek specjalny | Odcinek specjalny | Odcinek specjalny | Odcinek specjalny | 20 grudnia 2012         | 20 grudnia 2012         | 22 grudnia 2018      | 22 grudnia 2018      | –                 | –                 |
| 6                 | 6                 | 62–67             | 12                | 69–80             | 12                | 65–76             | 10 stycznia 2013        | 4 kwietnia 2013         | 17 stycznia 2018     | 1 lutego 2018        | 2 kwietnia 2019   | 17 kwietnia 2019  |
| 7                 | 7                 | 68–74             | 14                | 81–94             | 14                | 77–90             | 2 stycznia 2014         | 10 kwietnia 2014        | 2 lutego 2018        | 21 lutego 2018       | 18 kwietnia 2019  | 10 maja 2019      |
| 8                 | 9                 | 75–83             | 18                | 95–112            | 18                | 91–108            | 17 grudnia 2014         | 25 lutego 2015          | 22 lutego 2018       | 19 marca 2018        | 13 maja 2019      | 5 czerwca 2019    |
| 9                 | 8                 | 84–91             | 16                | 113–128           | 16                | 109–124           | 23 grudnia 2015         | 10 lutego 2016          | 20 marca 2018        | 11 kwietnia 2018     | 6 czerwca 2019    | 28 czerwca 2019   |
| 10                | 8                 | 92–99             | 16                | 129–144           | 16                | 125–140           | 2 stycznia 2017         | 15 lutego 2017          | 12 kwietnia 2018     | 8 maja 2018          | 1 lipca 2019      | 22 lipca 2019     |
| 11                | 8                 | 100–107           | 16                | 145–160           | 14                | 141–154           | 3 stycznia 2018         | 28 lutego 2018          | 29 listopada 2018    | 20 grudnia 2018      | 23 lipca 2019     | 9 sierpnia 2019   |
| 12                | 8                 | 108–115           | 16                | 161–176           | 16                | 155–170           | 2 stycznia 2019         | 20 lutego 2019          | 12 sierpnia 2019     | 2 września 2019      | 4 listopada 2020  | 26 listopada 2020 |
| 13                | 8                 | 116–123           | 16                | 177–192           | 16                | 171–186           | 18 grudnia 2019         | 19 lutego 2020          | 18 maja 2020         | 8 czerwca 2020       | 27 listopada 2020 | 18 grudnia 2020   |
| 14                | 9                 | 124–132           | 9/18              | 193–210           | 18                | 219–220           | 7 stycznia 2021         | 3 marca 2021            | 28 kwietnia 2021     | 23 czerwca 2021      | 21 grudnia 2023   | 22 grudnia 2023   |
| 14                | 9                 | 124–132           | 9/18              | 193–210           | 18                | 187–202           | 7 stycznia 2021         | 3 marca 2021            | 28 kwietnia 2021     | 23 czerwca 2021      | 7 listopada 2023  | 28 listopada 2023 |
| 15                | 8                 | 133–140           | 16/8              | 211–226           | 16                | 203–218           | 12 stycznia 2022        | 2 marca 2022            | 2 maja 2022          | 23 maja 2022         | 29 listopada 2023 | 20 grudnia 2023   |
| 16                | 8                 | 141–148           | 16/8              | 227–242           | 16                | 221–236           | 28 grudnia 2022         | 15 lutego 2023          | 4 września 2023      | 25 września 2023     | 27 grudnia 2023   | 15 lutego 2024    |
| 17                | 8                 | 149–156           | 8                 | 243–250           | –                 | –                 | 3 stycznia 2024         | 21 lutego 2024          | 15 października 2024 | 24 października 2024 | –                 | –                 |
| 18                | 8                 | 157–164           | –                 | –                 | –                 | –                 | 2 stycznia 2025         | 26 lutego 2025          | –                    | –                    | –                 | –                 |

## Produkcja
Serial produkowany jest przez niemiecką wytwórnię ndF, natomiast partnerami produkcyjnymi są ZDF i ORF. Serial jest kręcony w Ellmau, Going am Wilden Kaiser, Scheffau am Wilden Kaiser i Söll w Kaisergebirge w Tyrolu oraz sceny miejskie w Hall in Tirol. Natomiast sceny szpitalne pochodzą ze szpitala okręgowego Schwaz.
Ponieważ lokalizacje odniosły wielki sukces w branży turystycznej, w 2013 roku stowarzyszenie turystyczne Kaisergebirge otrzymało nagrodę Tourismuspreis Tirol Touristica.

## Odbiór
W przeglądzie niemieckich czasopism medycznych serial jest krytykowany jako stereotypowy i nierealistyczny; w szczególności główny bohater jest nietaktowny, wie wszystko oraz odpowiada „klasycznemu wizerunkowi lekarza ze starych Heimatfilmów”.